# Jan Eriksson (företagsledare)

För andra personer med samma namn, se Jan Eriksson.  
Jan Olof Sven Eriksson, född 1 maj 1972 i Bro församling i Stockholms län, är en svensk ingenjör och företagsledare.
Jan Eriksson växte upp på Lidingö, är utbildad civilingenjör i medieteknik vid Kungliga Tekniska Högskolan och har bland annat verkat tio år på Tidningarnas Telegrambyrå. 2017 kom han till nöjesfältskoncernen Parks & Resorts Scandinavia, där han först var CIO. 2023 blev han VD för Gröna Lunds Tivoli AB på Djurgården i Stockholm, där han efterträdde Magnus Widell.